# ワンダフルニャンダフル
ワンダフルニャンダフル Wonderful I love dogs and catsは、ケーブルテレビ局のJ:COM（開始当初はJ-COM Broadband）にて関東近郊を中心にジュピターテレコム（J:COM東京）で1999年から2016年まで放送されていたペットの犬と猫の魅力を存分に紹介していたロケーション動物・情報番組であり視聴者参加型番組。タイトルは「兵藤ゆきのワンダフルニャンダフル 」としていた時期もあったが（下記参照）、放送期間ではワンダフルニャンダフルの期間のほうが長かっため、こちらのタイトルとする。第1回初回放送から最終回まで一貫して東京ワンク1社提供だった。

## 歴代ナビゲーター
司会者（以下、MC）をナビゲーターと称し、2010年3月まではオープニングタイトルの表示はなく、冒頭のMCによるロケ地からの挨拶で始まっていた。歴代のMCは全員世代やジャンルを問わない女性1人（J:COM局アナウンサー、フリーアナウンサー、モデル、タレントの4つに当たる人物）のみであり、就任初日時の放送では軽く犬・猫への気持ちを説明したプロフィールを冒頭の挨拶時に簡単に紹介し、番組降板時は次回からの新MC紹介はせずにエンディングで簡単に卒業の挨拶、2010年3月までの歴代MCはエンディング挨拶の最後に番組タイトルの一部、「ワンダフル」と言ったあと「ニャンダフルでした」の言葉とともに拳のグーを下向きにして猫の手を模すのが恒例となっていた。初期はめまぐるしくMCが短期間で入れ替わっており、そのうちJ-COM Broadband時代は一部、その他のJ-COMの番組と兼任している者もいた。
- 初代-1999年10月 〜 2003年9月：岡崎久仁
- 2代目-2003年10月 〜 2004年9月：前ちあき
- 3代目-2004年10月 〜 2009年7月：神田有希子 - 産休に伴い降板[3]。
- 4代目-2009年7月 〜 2010年3月：比嘉夏希
- 5代目-2010年4月 〜 2015年9月：兵藤ゆき - 唯一、MCの名が入っていた。冠番組「兵藤ゆきのワンダフルニャンダフル」。
- 6代目-2015年10月 〜 2016年12月：柴田紗希 - 番組最後のMCであり、平成生まれとしては最初で最後のMCとなった。

## 概要
- 1999年10月に開始。番組タイトルが表すとおり、人間が飼うペットの中でも代表的な存在でもある犬（ワン）と猫（ニャン）のみに焦点を当てた、司会者の女性ナビゲーターが番組に応募してきた飼い主の元（飼っている自宅や散歩コース）まで外に直接レポートに行って、その飼い主に飼う上での苦労と葛藤を交えたエピソードをその犬・猫とともに笑いを交えて聞いてゆくふれあい動物番組。
- 放送期間中、2010年4月から2015年9月の兵藤ゆきが司会を務めていた時期のみ、番組タイトルは、「兵藤ゆきのワンダフルニャンダフル 」と兵藤の冠番組としていた（また、HD製作へ移行した兵藤後期のみ、「Wonderful I love dogs and cats」の英字サブタイトルもあった）。
- 2015年10月以降の番組末期のみは、一部の演出を変更しそれまでの13年半続けてきた女性MCがロケ地で飼い主にインタビューするのみのスタイルに加え、番組開始以来初めて飼い猫・犬の紹介VTRをナレーションにより行っていた。ナレーターは豊崎愛生が務めた（ナレーションレギュラー出演者は最初で最後となった）。
- J:COMがまだJ-COM Broadbandだった時代1999年10月から優に15年以上にわたり放送され親しまれていたが、2016年12月をもって終了し16年3ヶ月の長い歴史に幕を閉じた。最終回は通常通りの放送となりエンディングでは番組最後のMC・柴田による番組終了の挨拶のみで、歴代のMCのコメントや過去に登場した犬・猫の過去VTRなどの演出は特に行われることはなかった。

### 正式番組タイトル
- ワンダフルニャンダフル（第1期・1999年10月 - 2010年3月）
- 兵藤ゆきのワンダフルニャンダフル（2010年4月 - 2012年3月）
- 兵藤ゆきのワンダフルニャンダフル Wonderful I love dogs and cats（2012年4月 - 2015年9月）
- ワンダフルニャンダフル（第2期・2015年10月 - 2016年12月）

### 放送時間
- 番組開始からのはじめの10年半の放送枠は10分間または20分間の放送で安定しておらず、めまぐるしくどちらかを繰り返していたが、MCが兵藤に交代した2010年4月以降は10分間の放送枠としての放送を正式にやめ、以後最終回まで一貫して20分番組に固定された（ただし、番組中期に一時期、年数回程度不定期に「ワンニャン総集編スペシャル!」と銘打ち、過去の放送回を厳選して再構成したVTRと未公開シーンを交えて再構成した放送枠拡大の30分間の特番が組まれたこともあった）。
- 最新の放送は週1回更新。
- 随時。通常放送時間は長期間安定することはなく、春・秋改編期ごとに毎年のようにめまぐるしく変わっている。
- 再放送も途切れることなく行われていたが、週1日のみの時から最高週4日ある時まで変動が多く、時期により全く異なっていた。

### コーナー
- お散歩中失礼します
- 友達の輪（後の、お宅に訪問します!）
- お宅に訪問します!
- うちのこグランプリ
- うちのワンコ・ニャンコごはん!
- ペットライフインフォメーション
- ミート・ザ・ペット
- わんにゃんフォトジェニック  等

## 歴代スタッフ
※協力、プロデューサーは2010年3月以前は表記なし
※東京ワンクは16年3ヶ月間一貫して当番組スポンサー
- 協力：makana、ファニーフェイス、なますてWONE、東京ワンク ※、日本アニマル倶楽部、ASOBISISTEM、イデア
- 制作協力：株式会社武広
- プロデューサー：飯野茂一（J:COM）、藤村康徳（イデア）
- 製作・著作：J-COM Broadband → J:COM関東、関東メディアセンター